# Danneels & Cie
Danneels & Cie est un constructeur automobile  Belgique.

## Production

La rue des Rémouleurs se trouve sur la carte historique un peu au sud du portuaire du bassin du Commerce.

L’entreprise basée à Gand a commencé à produire des automobiles en 1901. L’usine était au 69-71 Rue des Rémouleurs . En 1901, Prosper Danneels ouvre un atelier de réparation automobile rue des Rémouleurs à Gand. Il s’est spécialisé dans la réparation de camions et de grosses automobiles. Peu de temps après, il a commencé à produire ses propres automobiles. Le nom de marque était Danneels. Plus tard, il a pris O. Vanderhaggen à bord en tant qu’associé de l’entreprise. La production s’est terminée vers 1904.